# Nærforventning
Nærforventning er en betegnelse for den intense forventning om, at Guds sidste og afgørende indgreb i historien er nært forestående, således som denne forventning optrådte hos Jesus og i Jesus-bevægelsen i Palæstina i det 1. århundrede.
I evangelierne fremgår det, at Jesus forventede, at verdenshistorien i hans levetid, eller i hvert fald i hans disciples levetid, ville standse brat op, at Gud ville blande sig i denne verdens anliggender, gøre en ende på de onde magter, tilintetgøre enorme masser af menneskeheden, og afskaffe de eksisterende politiske og religiøse institutioner. Alt dette ville være optakten til en ny verdensorden – Gudsriget – hvori der ikke længere ville være krige, sygdomme, katastrofer, synd eller død. Denne omvæltning ville være ledsaget af en dom, hvori ”Menneskesønnen” (Jesus) ville komme og dømme ethvert menneske efter dets gerninger: ”For Menneskesønnen skal komme i sin faders herlighed sammen med sine engle, og da vil han gengælde enhver efter hans gerninger. Sandelig siger jeg jer: Nogle af dem, der står her, skal ikke smage døden, før de ser Menneskesønnen komme i sit rige.” (Matthæusevangeliet, kap. 16,27-28)
Efter Jesu død troede hans disciple, at han var opstået fra de døde og var faret op til himlen. I den første generation af Jesus-bevægelsen var der stadig en intens forventning om, at enden var nært forestående, at den opstandne Jesus ville komme ned fra himlen, og at hans tilhængere skulle være sammen med ham i al evighed: ”For Herren selv vil, når befalingen lyder, når ærkeenglen kalder og Guds basun gjalder, stige ned fra himlen, og de, der er døde i Kristus, skal opstå først. Så skal vi, der lever og endnu er her, rykkes bort i skyerne sammen med dem for at møde Herren i luften, og så skal vi altid være sammen med Herren.” (1. Thessalonikerbrev, kap. 4,16-17) Da det viste sig, at Jesus ikke kom i den generations levetid, blev forventningen om hans komme udskudt til en fjern, ubestemt fremtid. Nærforventningen blev til en fjernforventning.